# سیه‌پر نر
سیه‌پر نر (ایتالیایی: Il merlo maschio) یا ویولنسل عریان (انگلیسی: The Naked Cello) یک کمدی سکسی سبک ایتالیایی به کارگردانی پاسکواله فستا کامپانیله است که در سال ۱۹۷۱ منتشر شد.

## گزیدهٔ بازیگران
- لائورا آنتونلی
- لاندو بوتسانکا
- جانریکو تدسکی
- لینو توفولو
- جینو کاوالیری
- آلدو پولیزی
- پیترو توردی
- السا واتسولر
- لوچانو بیانچاردی
- فروچو دِ چرزا
- السا واتسولر